# Nikolaus V. (Gegenpapst)

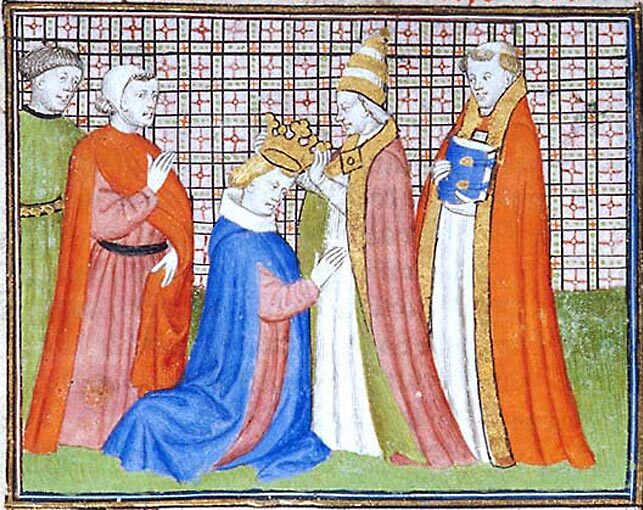
Nikolaus V. krönt Ludwig IV. am 15. Mai 1328 zum Kaiser (Miniatur, Paris, um 1410)

Nikolaus V., eigentlich Pietro Rainalducci, auch Petrus von Corvaro genannt (* um 1275 in Corvaro, Italien; † 16. Oktober 1333 in Avignon), war von 1328 bis 1330 Gegenpapst gegenüber Johannes XXII. Er ist nicht zu verwechseln mit dem gleichnamigen und als regulärer Papst gezählten Nikolaus V. (Tommaso Parentucelli), der von 1447 bis 1455 amtierte.

## Leben
Der Franziskaner Pietro Rainalducci stammte aus einfachen Verhältnissen. Nach fünfjähriger Ehe mit Giovanna Mattei trennte er sich von seiner Frau und trat in das Franziskanerkloster Santa Maria in Rom ein. Dort soll er einen zweifelhaften Ruf genossen haben. Seine als heiligmäßig gezeichnete Askese stand im Gegensatz zu einem angeblich aufrührerischen Gemüt. In der Armutsfrage stand er jedenfalls der Auffassung der Spiritualen nahe.
Ludwig der Bayer befand sich während seiner gesamten Regierungszeit in einem schweren politischen Konflikt mit dem avignonesischen Papsttum und beschuldigte die dort regierenden Päpste der Häresie. In seinem Kampf gegen Johannes XXII. wurde er vom Franziskanerorden unterstützt, der vom Papst aufgrund des Armutsstreits verfolgt wurde. Um sich auf seinem Italienzug in Rom zum Kaiser krönen zu lassen, drängte Ludwig auf die Ernennung eines Gegenpapstes und ließ den Franziskaner Pietro Rainalducci am 12. Mai 1328 durch einen Ausschuss von 13 römischen Klerikern zum Papst wählen und vom Volk durch Akklamation bestätigen. Rainalducci nahm als Papst den durch Nikolaus III. (einen franziskanerfreundlichen Orsini-Papst) und Nikolaus IV. (den ersten Franziskanerpapst) etablierten „franziskanischen“ Papstnamen Nikolaus an und nannte sich „Nikolaus V.“ Unmittelbar nach seiner Wahl nahm er am 15. Mai 1328 die Kaiserkrönung vor und ernannte in seinem ersten Konsistorium sechs der insgesamt neun von ihm erhobenen Kardinäle. Anschließend versuchte er, eine eigene römische Kurie aufzubauen. Er ernannte etwa 20 Bischöfe aus den Reihen der papstfeindlichen Franziskaner und Augustiner.
Größere Bedeutung erlangte der als politikfern charakterisierte Nikolaus (V.) jedoch nie. Nach Ludwigs Abreise aus Rom verlor er auch in Italien immer mehr Anhänger. Die Absicht des Kaisers, den Papst in Avignon durch die Wahl eines Gegenpapstes nachhaltig zu schwächen, war damit gescheitert. Als Nikolaus sich auch selbst von Kaiser Ludwig distanzierte, verschlimmerte sich seine Lage zusätzlich.
Nachdem ihm Papst Johannes XXII. die Begnadigung und eine Pension von 3000 Goldflorin angeboten hatte, verzichtete Nikolaus am 25. Juli 1330 in Pisa auf sein Amt und unterwarf sich am 25. August 1330 in Avignon dem Papst. Die restlichen Jahre seines Lebens verbrachte er in Avignon, wo er unter Hausarrest im Papstpalast lebte, aber ehrenvoll behandelt wurde. Er wurde in der Franziskanerkirche in Avignon beigesetzt.